# Sinigang
Le sinigang est un plat traditionnel philippin qui se caractérise par un bouillon acide, typiquement à base de tamarin, dans lequel sont cuits viandes ou poissons ainsi que des légumes locaux, et qui se déguste avec du riz. Il s’agit d’un des plats les plus populaires de l’archipel, où il est présent dans la quasi-totalité des régions.

## Ingrédients

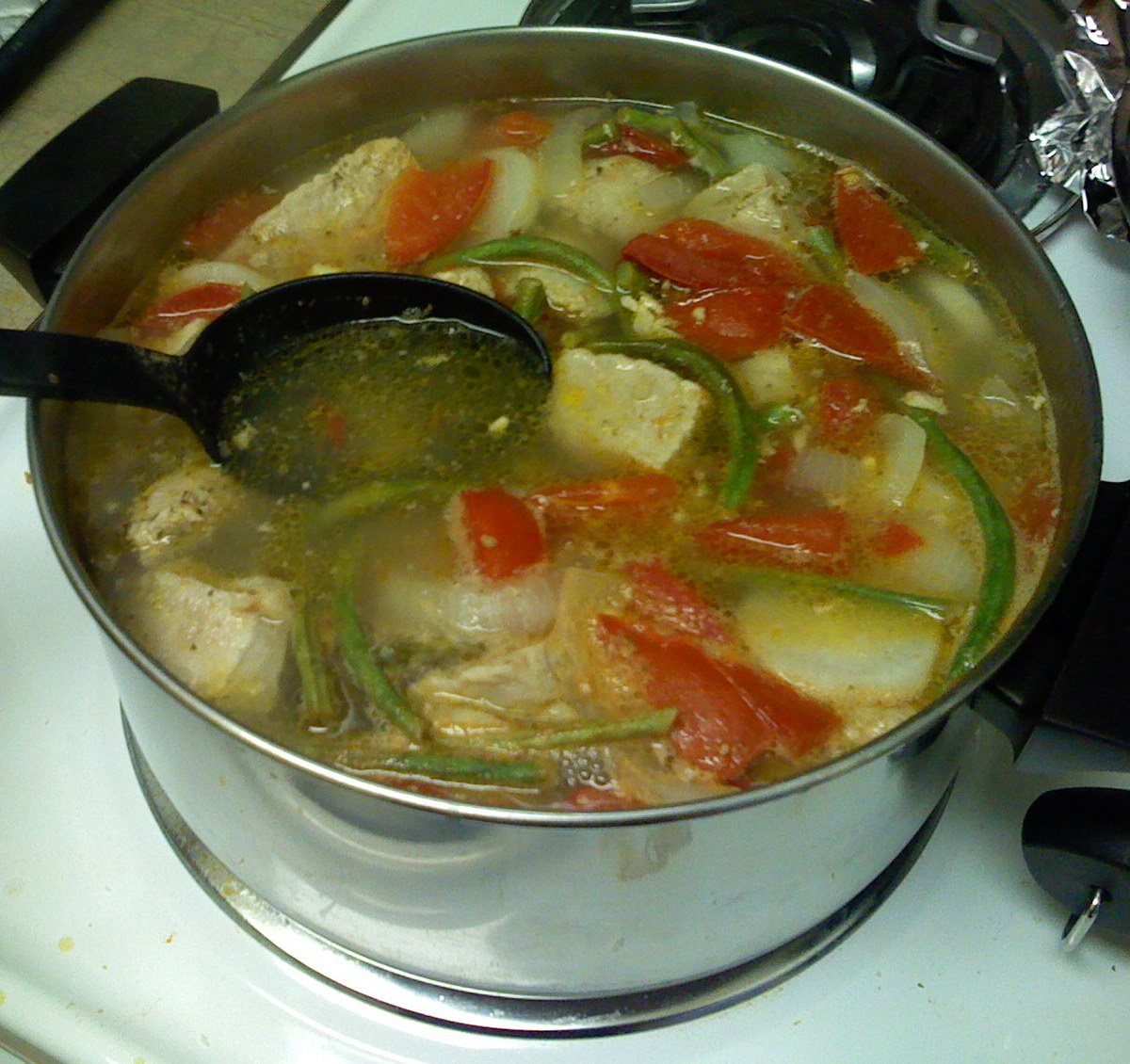
Cuisson du sinigang.

Il n’y a pas d’ingrédients fixes pour la préparation du sinigang, ce qui en fait un plat très polyvalent. Il peut être concocté pour différents types de viande (bœuf, poulet, porc, etc.) ou produits de la mer (saumon, crevettes, crustacés, etc.), accompagnés par des légumes communs sur l’archipel. Le nom du plat varie en fonction des ingrédients, par exemple, sinigang na baka signifie « sinigang au bœuf ».
Ce qui caractérise vraiment le sinigang est son bouillon acide à base de fruits de l’archipel, le plus souvent tamarin et tomate, mais aussi goyave, mangue verte, kamias, alibangbang, voire calamondin (kalamansi) ou citron,. De nos jours, des bouillons en cube ou en sachet sont disponibles.
Le sinigang se mange avec du riz et éventuellement des condiments comme de la sauce de poisson (patis) ou du jus de calamondin.

## Histoire

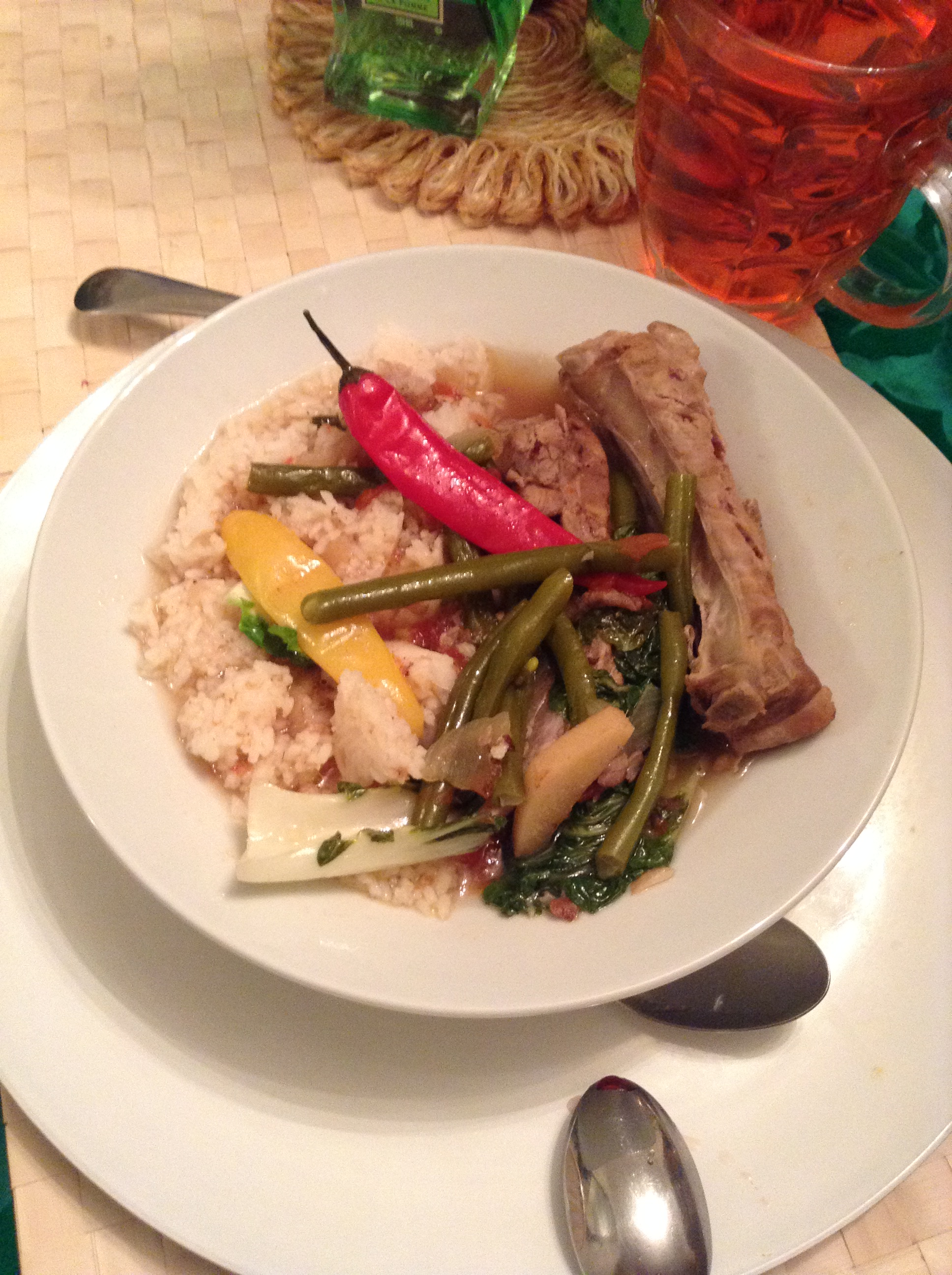
Sinigang au bœuf.

L’origine du sinigang n’est pas connue avec certitude, mais remonte probablement à la période pré-hispanique, ce qui en fait un plat natif. Des mets à base de bouillon acide existent dans plusieurs pays d’Asie du Sud-Est, comme le tom yam thaïlandais.
Avec l’adobo, le sinigang est perçu comme l’un des plats les plus typiques de la cuisine philippine. Sa popularité peut s’expliquer par la propriété rafraichissante de son bouillon acide, bienvenue dans un climat tropical ; son mariage efficace avec le riz, fondamental dans la cuisine philippine ; sa polyvalence de par la possibilité d’utiliser toutes sortes de viandes ou de produits de la mer ; et la facilité de sa préparation.